# Bassus tegularis
Bassus tegularis är en stekelart som först beskrevs av Thomson 1895.  Bassus tegularis ingår i släktet Bassus och familjen bracksteklar. Arten är reproducerande i Sverige. Inga underarter finns listade.